# ۱۷۱۲ (میلادی)
۱۷۱۲ هزار و هفتصد و دوازدهمین سال تقویم میلادی است.

## مناسبت‌ها
- ۱۵ مارس- اچ‌ام‌اس دراکو (۱۶۴۷), ناوچهٔ نیروی دریایی پادشاهی بریتانیا، پس از برخورد با سنگ‌های آلدرنی شکسته شد.[۱]
- ۱۹ مه – پتر یکم پایتخت روسیه تزاری را از مسکو به سن پترزبورگ انتقال داد.[۲]

## زادگان
- ۱۴ ژوئن – سایات‌نووا، شاعر و آهنگساز اهل ارمنستان (مرگ در ۱۷۹۵)
- ۱۵ ژوئن – اندرو گوردن، فیلسوف بریتانیایی (مرگ در ۱۷۵۱)

## درگذشتگان
- ۱۸ فوریه – لوئی، دوک بورگوندی، وارث تاج‌وتخت فرانسه (زادهٔ ۱۶۸۲ (میلادی))